# Vuile Mong en zijn Vieze Gasten
Vuile Mong en zijn Vieze Gasten was een Nederlandstalige kleinkunstgroep van Vlaamse oorsprong die vooral in de jaren 70 actief was. Hun bekendste nummer is Het apekot. De groep heet tegenwoordig (Bij) De Vieze Gasten en heeft een theaterlocatie in Gent.

## Beginjaren
De groep De Vieze Gasten werd in 1971 opgericht in Gent door Mong Rosseel (Veurne, 30 december 1946), Magda Demeester, Jan Van Daele, Guido Schiffer en Fabien Audooren. Ze waren sterk geïnspireerd door de anarchistische en rebelse geest van de studentenopstanden van Mei '68. Via hun theatervoorstellingen wilden ze maatschappelijke en sociale toestanden aan de kaak stellen. Doordat ze vooral meer volkse revues en cabaret brachten werden hun shows zowel in prestigieuze theaterzalen als wijkzalen of tijdens manifestaties opgevoerd.
Vuile Mong sloot zich eind jaren zestig aan bij de cabaretgroep Roodpoot, een duo West-Vlaamse humaniorastudenten (Marc Lerouge = 'rood' en Marc Poot = 'poot') die al een paar jaar 'folk- en protestsongs' brachten en optraden met de kleinkunstenaars van toen (zoals Johan Verminnen, Miek en Roel, Elly en Rikkert, Willem Vermandere en Dimitri van Toren). Roodpoot trad een tweetal jaren op met Vuile Mong als derde man, bongospeler en mede-zanger. Het trio bracht teksten van onder anderen Guido Van Meir. Nadat aan deze samenwerking een einde was gekomen, zette Vuile Mong zijn eigen project op. De groep was van begin af een ludieke en sociaal-geëngageerde band. Jaarlijks gaven ze een avondvullende vertoning, Adhemarke, geïnspireerd op strips en griezelverhalen. De naam Adhemarke was ontleend aan Adhemar, de geniale zoon van Nero. Op 15 oktober 1971 voerde de groep een show op die een mengeling was van humor, politieke satire en theater. Walter De Buck van Trefpunt, organisator van de Gentse Feesten, programmeerde hen in 1972 voor een concert tijdens dit festival. Hiermee waren Vuile Mong en zijn Vieze Gasten feitelijk geboren.

## Doorbraak
De groep werd bekend in Vlaanderen dankzij het nihilistische nummer Het apekot opgenomen samen met B.O.B. en BAL MASKEE in 1974 uitgebracht op een ep-single bij DECCA (Fonior) in een productie van Roland Uyttendaele, dat door toedoen van o.a. piratenzender Radio Mi Amigo meteen een nummer 1-hit werd in Vlaanderen. Vuile Mong vertelt en zingt op schertsende wijze over “Jean-Pierre”, die zijn hele leven lang echt wil leven en niet geleefd worden, terwijl hij achtereenvolgens in de crèche, de school, het leger, de fabriek en het bejaardentehuis belandt. Al deze plaatsen ervaart Jean-Pierre als 'een apekot'. Aan het einde van het lied sterft Jean-Pierre zonder ooit echt van het leven te hebben genoten. Het refrein van dit nummer en de melodie van het refrein, inke pinke parlez-vous, gaat terug op een oud soldatenlied uit de Eerste Wereldoorlog (Three German Officers/Mademoiselle from Armentières/Inky Dinky Parleyvoo). Het nummer is nog steeds hun bekendste lied en wordt, in tegenstelling tot hun overige werk, nog altijd regelmatig op de radio gedraaid.
Bommerskonten (1978), hun volgende album, stond in het teken van het Jaar van het Dorp (1978). De hoes was een parodie op de Asterixstripverhalen. Er werd ook naar de Daltons uit de strip Lucky Luke verwezen, die nu karikaturen waren van Hugo Schiltz, Willy Claes, Wilfried Martens en Leo Tindemans.
In 1979 voerden Vuile Mong en zijn Vieze Gasten samen met Stekelbees het programma De Wild West Revue op. Tijdens de show coverden ze op humoristische wijze drie decennia rock-'n-rollmuziek, van Elvis Presley tot disco en punk. In 1980 kwam hun album De Stomme van... uit, ter gelegenheid van het 150-jarig bestaan van België.
Vuile Mong en zijn Vieze Gasten speelden ook vaak op benefietconcerten, betogingen of tijdens sociale acties. Zo speelden ze onder meer voor de stakende arbeiders van de Boelwerf. Het loon dat ze hiervoor ontvingen was vaak erg laag. Ze toerden van 1978 tot 1990 ook rond met een circustent waarin ze hun voorstellingen opvoerden. Zo bereikten ze een publiek dat nooit naar theaters ging. Op initiatief van Herwig De Weerdt voerden ze ook kindervoorstellingen op.
In 1976 nam minister van Cultuur Rika De Backer het vormingstheater op in het nieuwe theaterdecreet. De groep ontving nu ook subsidies waardoor ze hun bezetting konden uitbreiden en ook betere opnameomstandigheden kregen. Wim Meeuwissen werd een nieuw groepslid en hun orkest werd uitgebreid. Vanaf 1990 trad de groep meer op in theaterzalen omdat hun voorstellingen in tenten moeilijker tot hun recht kwamen. In 1999 werd de tent achtergelaten en bleven ze hangen in de Brugse Poort, tot op heden hun vaste stek. In 2001 verloren ze hun theatersubsidies. Het gezelschap koos ervoor om als sociaal-artistiek project erkend te worden. Ze wierven nieuwe medewerkers aan en veranderden officieel hun naam in: Bij' De Vieze Gasten.

## Bij' De Vieze Gasten
Als « Bij' De Vieze Gasten » werd de groep minder een reizend gezelschap en vond een vaste stek met een theaterzaal in de multiculturele wijk de Brugse Poort in Gent ('t Pierkespark). Ook daar blijft het doel vooropstaan mensen te bereiken die zelden uit eigen beweging cultuur tot zich nemen; de toegangsprijzen worden zo laag mogelijk gehouden. De leden hebben permanente projecten (De Propere Fanfare, fotocollectief Fixatief, schrijfclub De Schuunschgreivers, muziekhuis Goeste Majeur) en korte of eenmalige projecten (Revue, Festival De Theaterbom, Op Tocht,...) opgezet, waarbij ze trachten buurtbewoners en (semi-)professionele kunstenaars samen te laten werken. In de eigen zaal vinden concerten, theater, comedy of filmprojecten plaats. Het gezelschap brengt nog steeds op verplaatsing sociaal-artistieke voorstellingen, voornamelijk voor scholen.

## Selectieve discografie
- "...." (1974)
- "Bommerskonten (1978)
- "De Stomme van ..." (1980)
- "Alle hens aan dek" (1981)
- "Zoo is ‘t" (1982)
- "Dextrum praecedit" (1983)
- "Werk zat" (1984)
- "Soep zonder ballen" (1985)
- "L' Amour Médecin" (1986) (naar Molière)

## Strip
- In het De Kiekeboesalbum Tegen de sterren op wordt een worstenverkoper opgevoerd die 'Vuile Mon en Zijn Vieze Worsten' heet.

## Archief
Mong Rosseel droeg zijn archief over aan het Amsab-Instituut voor Sociale Geschiedenis in Gent. Het is vrij raadpleegbaar.